# Governo Ansip II
Il Governo Ansip II è stato il secondo governo dell'Estonia presieduto da Andrus Ansip, in qualità di Primo ministro, ed è entrato in carica il 5 aprile 2007, in seguito alla vittoria elettorale alle elezioni parlamentari del 2007, ed è rimasto in carica fino ad aprile 2011.

## Coalizione
Il governo era inizialmente formato da una coalizione che comprendeva due partiti di centro-destra (il Partito Riformatore Estone e il partito Unione Patria e Res Publica) e un partito di centro-sinistra (il Partito Socialdemocratico), che uniti disponevano della maggioranza di 60 deputati su 101 al Riigikogu.
Il 21 maggio del 2009 tuttavia il Partito Socialdemocratico decise di fuoriuscire dalla coalizione e ritirò i propri ministri dal governo; l'esecutivo riuscì comunque a restare in piedi grazie al sostegno dell'Unione Popolare Estone, che tuttavia non aveva esponenti all'interno del governo.

## Situazione parlamentare
| Camera    | Collocazione | Partiti                   | Seggi    |
| --------- | ------------ | ------------------------- | -------- |
| Riigikogu | Maggioranza  | ER (31),IRL (19),PSD (10) | 60 / 101 |
| Riigikogu | Opposizione  | K (29),UPE (6),VE (6)     | 41 / 101 |

## Ministri
La composizione ministeriale era formata come segue:
| Funzioni                                              | Titolare            | Titolare                                 | Partito |
| ----------------------------------------------------- | ------------------- | ---------------------------------------- | ------- |
| Primo Ministro - Peaminister                          |                     | Andrus Ansip                             | ER      |
| Ministro dell'Istruzione e della Ricerca              |                     | Tõnis Lukas                              | IRL     |
| Ministro della Giustizia                              |                     | Rein Lang                                | ER      |
| Ministro della Difesa                                 |                     | Jaak Aaviksoo                            | IRL     |
| Ministro dell'Ambiente                                |                     | Jaanus Tamkivi                           | ER      |
| Ministro della Cultura                                |                     | Laine Jänes                              | ER      |
| Ministro degli Affari Economici e delle Comunicazioni |                     | Juhan Parts                              | IRL     |
| Ministro dell'Agricoltura                             |                     | Helir-Valdor Seeder                      | IRL     |
| Ministro delle Finanze                                |                     | Ivari Padar (fino al 21 maggio 2009)     | SDE     |
| Ministro delle Finanze                                |                     | Jürgen Ligi (dal 4 giugno 2009)          | ER      |
| Ministro della Popolazione e degli Affari Etnici      |                     | Urve Palo (fino al 21 maggio 2009)       | SDE     |
| Ministro degli Affari Regionali                       |                     | Vallo Reimaa (fino al 22 gennaio 2008)   | IRL     |
| Ministro degli Affari Regionali                       | Siim-Valmar Kiisler |                                          | IRL     |
| Ministro dell'Interno                                 |                     | Jüri Pihl (fino al 21 maggio 2009)       | SDE     |
| Ministro dell'Interno                                 |                     | Marko Pomerants (dal 4 giugno 2009)      | IRL     |
| Ministro degli Affari Sociali                         |                     | Maret Maripuu (fino al 23 febbraio 2009) | ER      |
| Ministro degli Affari Sociali                         | Hanno Pevkur        |                                          | ER      |
| Ministro degli Affari Esteri                          |                     | Urmas Paet                               | ER      |